# مصطفی کتیرایی
مصطفی کتیرایی (۱۰ دیِ ۱۳۰۷ ملایر –  ۱۴ بهمنِ ۱۳۹۴ تهران) سیاست‌مدار و وکیل بود. 
وی در دولت موقت وزیر مسکن و شهرسازی و در دولت اول از ۱۳۵۹ تا ۱۳۶۰ معاون نخست‌وزیر و دبیرکل سازمان امور اداری و استخدامی کشور بود. وی دبیر شورای انقلاب و نویسنده اساسنامه این شورا بود. 
او پیش از انقلاب، از سوی سید روح‌الله خمینی به همراه مهدی بازرگان و اکبر هاشمی رفسنجانی، از اعضای هیئت تنظیم‌کننده اعتصاب در شرکت نفت بود. کارشناس رسمی دادگستری در رشته راه و ساختمان و تا سال ۱۳۶۸ رییس کانون کارشناسان رسمی دادگستری بود. 
کتیرایی از اعضای نهضت آزادی و عضو مکتب متاع بود و پس از سال ۱۳۶۰ هیچگونه سمت اجرایی در نظام جمهوری اسلامی نداشت.

## زندگی
مصطفی کتیرایی در تاریخ ۱۰ دی‌ماه سال ۱۳۰۷ در شهر ملایر زاده شد. او در سال ۱۳۲۶ به تهران آمد و وارد دانشگاه تهران شد. چهار سال بعد (۱۳۳۰) در رشته راه و ساختمان از دانشکده فنی دانشگاه تهران فارغ‌التحصیل شد و از این تاریخ فعالیت‌های اجتماعی و سیاسی وی آغاز گردید. او در سال‌های ۱۳۳۲ و ۳۳، هم‌زمان با فعالیت‌های نهضت ملی با مرتضی مطهری در تهران آشنا شد و با او در زمینه‌های فرهنگی و اجتماعی همکاری کرد. سال ۱۳۳۶ کتیرایی در کنار مهدی بازرگان، به عنوان یکی از اعضای اصلی انجمن اسلامی مهندسان انتخاب شد و از این طریق با اندیشه نهضت ملی و افکار بازرگان و سیدمحمود طالقانی آشنا گردید. کتیرایی از بنیان‌گذاران انجمن اسلامی مهندسین بود و از سال ۱۳۳۷ مسئولیت این انجمن را برعهده داشت.
مصطفی کتیرایی در سال ۱۳۴۱ هم‌زمان با تأسیس شرکت کارآموز به عضویت هیئت امنای این شرکت درآمد و نقش برجسته‌ای در تربیت تکنسین‌های فنی داشت. وی هم‌چنین از مدیران سازمان مسکن بود، که به علت حساسیت ساواک از کار برکنار گردید، اما هم‌چنان به عنوان کارشناس به کار خود در سازمان مسکن ادامه داد.

## انقلاب
در تاریخ هشتم دی ماه سال ۱۳۵۷ مصطفی کتیرایی با حکم سید روح‌الله خمینی همراه با مهدی بازرگان و اکبر هاشمی رفسنجانی، عضو هیئتی بود، که اعتصاب در شرکت ملی نفت را تنظیم می‌کردند. در بخشی از این حکم خطاب به مهدی بازرگان آمده‌است: 
مقتضی است جنابعالی که در اداره صنایع عظیم نفت دارای سوابق و تجارب هستید، یک هیئت پنج نفری مرکب از جناب آقای حجت‌الاسلام حاج شیخ اکبر رفسنجانی و جناب آقای مهندس مصطفی کتیرایی و دو نفر دیگر را با نظر خودتان و مشورت آقایان تعیین نمایید و این هیئت تحت سرپرستی جنابعالی، مناطق نفتی را بازرسی نموده و در امر تولید نفت، با احراز شرایط ذکر شده در بالا نظارت نماید.
کتیرایی در مصاحبه با نشریه «حریم امام» در این مورد گفت: 
قرار شد با آقا صحبت کنند و هیئتی را مأمور کنند تا به خوزستان و مناطق نفتخیز و پالایشگاه‌های اصفهان، تبریز و تهران بروند و از اعتصاب‌گرها و آن‌ها که شلوغ و جلوی صف هستند، بخواهند صدور نفت را قطع کنند، اما داخله را قطع نکنند. مردم باید زندگی کنند و قطع کامل نفت برای خود این جنبش هم خطر دارد. این مسئولیت و مأموریت ما بود.
اعضای این هیئت برای مدت ۲۰ روز در خوزستان حضور داشتند، سپس هر ۳ نفر (بازرگان، هاشمی و کتیرایی) برای تشکیل شورای انقلاب به تهران بازگشتند. کتیرایی همراه با بازرگان به عضویت شورای انقلاب درآمد. این شورا یک ماه قبل از وقوع انقلاب، در فاصله روزهای ۲۲ دی‌ماه ۱۳۵۷ تا ۲۹ تیر ۱۳۵۹ تشکیل شد.

## وزارت مسکن و شهرسازی
یک هفته قبل از وقوع انقلاب در تاریخ ۱۵ بهمن ۱۳۵۷ دولت موقت به نخست‌وزیری مهدی بازرگان، کابینه خود را معرفی کرد و مصطفی کتیرایی نیز با استعفا از شورای انقلاب، وارد کابینه دولت موقت شد.
در تاریخ ۱۴ آبان ۱۳۵۸ در پی اشغال سفارت آمریکا، دولت موقت استعفا کرد و از این تاریخ تا تیرماه ۱۳۵۹ که دولت جدید تشکیل شد، کشور با دولت شورای انقلاب اداره گردید. در این شورا نیز کتیرایی مسئولیت وزارتخانه مسکن و شهرسازی را برعهده داشت. وی در دوران وزارتش، قانون اراضی را تدوین کرد و برای حل مشکل مسکن، در پی حل «مسئله زمین» برآمد و با ادبیات حاکم بر آن دوره، به این نتیجه رسید که «زمین را به زمین بزنیم!».

## کانون کارشناسان دادگستری
وی پس از دوران وزارت، همچنان کارشناس رسمی دادگستری در رشته راه و ساختمان بود و تا سال ۱۳۶۸ نیز ریاست کانون کارشناسان رسمی دادگستری را برعهده داشت. او در طول ۳ دهه پایانی عمرش در عمل عضو هیچ تشکل سیاسی نبود و تا پایان عمر خود نیز تنها به‌عنوان یکی از اعضای انجمن اسلامی مهندسین باقی ماند. کتیرایی در آخرین موضع‌گیری سیاسی خود در بهمن‌ماه سال ۱۳۸۴ در نامه‌ای همراه با ۴ عضو دیگر شورای انقلاب؛ یدالله سحابی، احمد صدر حاج سیدجوادی، علی‌اکبر معین‌فر و ابراهیم یزدی، تأکید کرد که نه طمعی به ورود در قدرت و حکومت دارند و نه در ربع قرن گذشته پس از انقلاب و استعفای دولت موقت، منصبی و مسئولیتی در حکومت داشته‌اند، ولی همچنان خود را در برابر ملت مسئول می‌دانند.

## درگذشت
مصطفی کتیرایی در چهاردهم بهمن ماه ۱۳۹۴ یعنی همزمان با سی و هفتمین سالروز معرفی بازرگان به عنوان نخست وزیر دولت موقت، درگذشت.